# Syllepis marialis
Syllepis marialis is een vlinder uit de familie van de grasmotten (Crambidae), uit de onderfamilie van de Spilomelinae. De wetenschappelijke naam van deze soort is voor het eerst gepubliceerd in 1832 door Felipe Poey.
De soort komt voor in Cuba en Costa Rica.